# Agapetus excisus
Agapetus excisus är en nattsländeart som beskrevs av Douglas E. Kimmins 1953. Agapetus excisus ingår i släktet Agapetus och familjen stenhusnattsländor. Inga underarter finns listade i Catalogue of Life.